# Матов, Димитр
Дмитрий Апостолович (Павлович) Матов (1864—1896) — болгарский филолог-славист. Один из деятельных членов Македонского комитета.

## Биография
Родился 15 мая 1864 года[по какому календарю?] в Велесе в Македонии, в купеческой семье. Первоначальное образование получил в родном городе, где он окончил трёхклассное училище. В 1878 году для продолжения образования приехал в Россию и поступил во 2-й класс Николаевской гимназии.
В сентябре 1882 года поступил в Первую Харьковскую гимназию; по окончании её в 1884 году поступил на историко-филологический факультет Харьковского университета, где слушал лекции М. С. Дринова и А. А. Потебни.
После начала сербско-болгарской войны в 1886 году он уезжал в Софию для поступления в студенческий легион. В 1888 году окончил курс в Харьковском университете и уехал в Македонию. В том же году поступил учителем болгарского языка в гимназию святого Кирилла и Мефодия в Солуни. В 1889 году получил кандидатскую степень. В 1890 году переехал в Вену, где слушал лекции у Мерингера и работал в славянской семинарии И. В. Ягича; в следующем году был в Лейпциге.
В 1892 году вернулся в Болгарию. В Софии Матов получил место учителя болгарского языка в мужской гимназии. С 1892 по 1895 вместе с Иваном Шишмановым был редактором «Сборника фольклора, науки и литературы».
Скончался 15 сентября 1896 года[по какому календарю?].
Матов является видным деятелем македонской эмиграции в Болгарию, написавшим множество работ по македонскому вопросу, в которых он защищает болгарский этнический характер региона.

## Источник
- Биографический словарь бывших питомцев Первой Харьковской гимназии за истекшее столетие с 1805 по 1905 год / Сост. Н. А. Чеканов. — Харьков: «Русская типо-лит.», 1905. — 441 с.|  | В другом языковом разделе есть более полная статья Димитър Матов (болг.). Вы можете помочь проекту, расширив текущую статью с помощью перевода |